# HD 190647 b
HD 190647 b (بالإنجليزية: HD 190647 b)‏ الذي يرمز له بالرمز HD 190647b، هو كوكب خارج المجموعة الشمسية، في كوكبة الرامي، يتبع HD 190647 ‏.

## الاكتشاف
اكتشف في 5 مارس 2007.